# صموئيل ليمان
صموئيل ليمان (بالإنجليزية: Samuel Lyman)‏ هو قاضي ومحامي وسياسي أمريكي، ولد في 25 يناير 1749 في غوشين في الولايات المتحدة، وتوفي في 5 يونيو 1802 في سبرينغفيلد في الولايات المتحدة. حزبياً، نشط في الحزب الفيدرالي الأمريكي. وقد انتخب عضو مجلس نواب ماساتشوستس وانتخب عضو مجلس النواب الأمريكي.